# Nick Knatterton
Nick Knatterton est une série de bande dessinée allemande créée par Manfred Schmidt (1913–1999) et publiée entre les années 1950 et 1959 en RFA dans l'hebdomadaire allemand Quick. Elle est considérée comme le « premier classique de la bande dessinée allemande »,.
La bande-dessinée est adaptée en une série d'animation sous la forme de quinze épisodes (dont un pilote) diffusés à partir de 1978.
Le nom du personnage éponyme est une contraction de Nick Carter et Nat Pinkerton.

## Personnages
Nick Knatterton
De son vrai nom « Nikolaus Kuno Freiherr von Knatter », Nick Knatterton est un détective habillé dans le style de Sherlock Holmes, portant un costume vert à carreau, une casquette assortie et fumant constamment la pipe.

## Analyse
Nick Knatterton constitue une parodie des comics américains que Manfred Schmidt considérait comme des produits de la sous-culture commerciale : « J'avais décidé de faire une parodie de fond de ces narrations totalement primaires afin de faire passer aux gens le goût de cette littérature d’abrutissement à bulles, spécialement conçue pour les analphabètes. »

## Publication
Dix-huit aventures complètes de Nick Knatterton ont été prépubliées au total dans l'hebdomadaire Quick, avant d'être publiées à partir de 1952 sous la forme d'anthologies regroupant deux ou trois de ses aventures. Une intégrale en deux volumes a été publiée à la fin des années 1980.

### Liste des aventures
1. Der Schuß in den künstlichen Hinterkopf
2. Die Rasierseifen-Geheimwaffe
3. Die Goldader von Bloody Corner
4. Das Verbrechen der losen Schraube
5. Der indische Diamantenkoffer
6. Die gestohlene Hüftlinie
7. Der Schatz im Gipsbein
8. Ein Schloß fällt aus der Tür
9. Der Stiftzahn des Caprifischers
10. Der Drohbrief im Pyjama
11. Die Erbschaft in der Krawatte
12. Veridium 275
13. Die Million im Eimer
14. Freitagabend um neun
15. Das Geheimnis hinterm Bullauge
16. Affen, Frauen und Brillanten
17. Ein Kopf fiel in die Themse
18. Das Geheimnis der Superbiene

### Éditions
- 1952 : Nick Knatterton
- 1975 : Nick Knatterton. Die aufregendsten Abenteuer des berühmten Meisterdetektivs (« Nick Knatteron. Les plus passionnantes aventures du célèbre détective »)
- 1977-1979 : Nick Knatterton, Die Abenteuer des berühmten Meisterdetektivs (« Nick Knatterton, Les aventures du célèbre détective ») (2 volumes)
- 1983 : Nick Knatterton, Gesamtausgabe (« Nick Knatterton, édition complète »)
- 1998 : Nick Knatterton, Jubiläumsausgabe (« Nick Knatterton, édition du jubilée »)
- 2001 : Nick Knatterton, Das Buch zum Film (« Nick Knatterton, le livre sur le film ») (posthume)

## Adaptations

### Dessin animé

Logo de la série animée (1979).

La bande-dessinée est adaptée en une série d'animation sous la forme de quinze épisodes (dont un pilote) diffusés à partir de 1978. La voix off est enregistrée par Manfred Schmidt et Nick Knatterton est doublé dans certains passages par Hans Jürgen Diedrich.

#### Liste des épisodes
1. Kennen Sie Knatterton? (pilote)
2. Freitags immer
3. Die Geheimnisse der Alibi-Bar
4. Täter, Türen und Tresore
5. Die ferngelenkte Super-Biene
6. Miezen, Macher und Moneten
7. Spesen, Spinner und Spione
8. Ballermänner und Computer
9. Bargeld, Betten und Brillianten
10. Sammler, Fälscher und Ganoven
11. Der kriminelle Brühwürfel
12. Ein Kopf fiel in die Themse
13. Greifer, Girls und Grandhotels
14. Moden, Maler und Modelle
15. Finten, Flirts und Filmmacher

### Adaptations cinématographiques
- 1959 : Les Aventures de Nick Knatterton (de) (Nick Knattertons Abenteuer – Der Raub der Gloria Nylon) de Hans Quest
- 2002 : Nick Knatterton – Der Film de Niki List